# Петровка (Янаульский район)
Петровка (баш. Петровка) — деревня в Янаульском районе Республики Башкортостан Российской Федерации. Входит в состав Орловского сельсовета.

## География

### Географическое положение
Находится у истока реки Атлегач. Расстояние до:
- районного центра (Янаул): 21 км,
- центра сельсовета (Орловка): 9 км,
- ближайшей ж/д станции (Янаул): 21 км.

## История
Деревня основана русскими крестьянами (в основном деревни Петровки Козловской сотни Сарапульской округи Вятского наместничества) по договору 1787 года о припуске на территории Уранской волости Бирского уезда Осинской дороги. Была также известна под названием Атлегач. В 1795 году насчитывалось 120 человек обоего пола.
В 1870 году — деревня 3-го стана Бирского уезда Уфимской губернии, 67 дворов и 537 жителей (259 мужчин и 278 женщин), все русские. Жители занимались, кроме сельского хозяйства, пчеловодством; имелось 4 водяные мельницы и часовня.
В 1882 году построена церковь, с этого момента Петровка стала селом.
В 1896 году в селе Черауловской волости VII стана Бирского уезда — 154 двора, 967 жителей (465 мужчин, 502 женщины), церковь, хлебозапасный магазин, 2 торговые лавки, 3 мельницы.
По данным переписи 1897 года в деревне проживало 1040 жителей (498 мужчин и 542 женщины), из них 1033 были православными.
В 1906 году — 1182 жителя, церковь, земская одноклассная школа (в 1909 году обучалось 33 мальчика и 19 девочек), 4 бакалейные лавки, хлебозапасный магазин.
В 1920 году по официальным данным в селе 171 двор и 1006 жителей (447 мужчин, 559 женщин), по данным подворного подсчета — 1072 русских и 8 украинцев, а также 4 работника, в 204 хозяйствах. В 1921 году образовался Петровский сельсовет. Тогда же много людей погибло от голода и болезней.
В 1926 году село относилось к Краснохолмской волости Бирского кантона Башкирской АССР.
В 1930-х годах образовался колхоз «Красная Звезда», позже переименованный в «Красномайск». В 1939 году население деревни составляло 668 человек, в 1959 году — 371 житель.
В конце 50-х годов колхоз «Красномайск» был включен в состав колхоза им. Калинина. В то время в деревне были ферма КРС, свиноферма, конеферма, птицеферма и овцеферма. Имелись контора, сельский клуб с избой-читальней на первом этаже и начальной школой (до четвертого класса) на втором этаже.
В 1982 году население — около 130 человек.
В годы перестройки на базе деревни образовался новый колхоз «Родина», объединенный в 1997 с колхозом им. Калинина. В то время было построено много объектов инфраструктуры и жилых домов.
В 1989 году — 138 человек (66 мужчин, 72 женщины).
В 2002 году — 177 человек (90 мужчин, 87 женщин), русские (62 %).
В 2010 году — 171 человек (93 мужчины, 78 женщин).
Действуют фельдшерско-акушерский пункт, клуб.

## Население
| 2002 | 2009 | 2010 |
| ---- | ---- | ---- |
| 177  | ↘166 | ↗171 |